# Hörbiger (Familie)
Hörbiger ist der Name einer prominenten, ursprünglich österreichischen Familie von Schauspielern, die allesamt Nachfahren des Ingenieurs Hanns Hörbiger waren. Siehe auch Schauspielerdynastie Familie Hörbiger. Für das von Hanns Hörbiger gegründete und von seinem Sohn Alfred geleitete Unternehmen siehe Hoerbiger Holding.

## Familienmitglieder
- Alois Hörbiger (1810–1876), Orgelbauer
  - Amalia Hörbiger
    - Hanns Hörbiger (1860–1931), Techniker
      - Hans Robert Hörbiger
        - Eva Hörbiger (1938–2012), österreichische Schauspielerin

      - Alfred Hörbiger (1891–1945), Leiter der Maschinenfabrik Hoerbiger & Co (heute Hoerbiger Holding) und akademischer Maler
      - Paul Hörbiger (1894–1981), Schauspieler verheiratet mit Josepha „Pippa“ Gettke (1895–1989), Schauspielerin
        - Monika Hörbiger (* 1930) verheiratet mit Rudolf Tramitz, Filmproduzent
          - Manuela Sedlmeir, geborene Tramitz (* 1954)
            - Paul Sedlmeir (* 1981), Schauspieler und Synchronsprecher
            - Pirmin Sedlmeir (* 1987), Schauspieler und Autor
            - Maresa Sedlmeir (* 1995), Synchronsprecherin

          - Christian Tramitz (* 1955), Schauspieler und Autor
            - Tamo Tramitz (* 2005), Schauspieler

          - Nicolas Geremus, geb. Tramitz (* 1959), Violinist und Primgeiger bei den Wiener Symphonikern

        - Thomas Hörbiger (1931–2011), Schauspieler und Textdichter
          - Mavie Hörbiger (* 1979), Schauspielerin

      - Attila Hörbiger (1896–1987), Schauspieler verheiratet mit Paula Wessely (1907–2000), Schauspielerin
        - Elisabeth Orth (1936–2025), Kammerschauspielerin verheiratet mit Hanns Obonya (1922–1978), Schauspieler
          - Cornelius Obonya (* 1969), Schauspieler

        - Christiane Hörbiger (1938–2022), Schauspielerin, Lebensgefährte Gerhard Tötschinger (1946–2016), Schauspieler, Intendant und Schriftsteller
          - Sascha Bigler (* 1968), Regisseur

        - Maresa Hörbiger (* 1945), Kammerschauspielerin ⚭ 1976–1983 Dieter Witting (1943–2023), Schauspieler
          - Manuel Witting (* 1977), Schauspieler